# 雷德斯普林斯 (北卡羅萊納州)
雷德斯普林斯（英語：Red Springs）是一個位於美國北卡羅萊納州羅伯遜縣的城鎮。

## 人口
根據2020年美國人口普查的數據，雷德斯普林斯的面積為9.50平方千米，當中陸地面積為9.07平方千米，而水域面積為0.43平方千米。當地共有人口3087人，而人口密度為每平方千米325人。